# Fluorid osmičelý
Fluorid osmičelý je hypotetická anorganická sloučenina s chemickým vzorcem OsF8. Podle některých zdrojů se stále jedná o hypotetickou sloučeninu. Dřívější zpráva o syntéze fluoridu osmičelého se později ukázala za záměnu s fluoridem osmiovým. Teoretická analýza naznačuje, že fluorid osmičelý by měl čtvercovou antiprizmatickou molekulovou geometrii.

## Potenciální příprava
Fluorid osmičelý by mohl vzniknout rychlým ochlazením produktů reakce fluoru s osmiem:
Os + 4 F2 → OsF8